# Jiaocha (sockenhuvudort i Kina, Ningxia Huizu Zizhiqu, lat 36,15, long 106,51)
Jiaocha (kinesiska: 交岔乡) är en sockenhuvudort i Kina. Den ligger i den autonoma regionen Ningxia, i den nordvästra delen av landet, omkring 260 kilometer söder om regionhuvudstaden Yinchuan. Antalet invånare är 4 554. Befolkningen består av 2 238 kvinnor och 2 316 män. Barn under 15 år utgör 27,0 %, vuxna 15-64 år 65 %, och äldre över 65 år 7,0 %.
Runt Jiaocha är det ganska tätbefolkat, med 96 invånare per kvadratkilometer. Närmaste större samhälle är Beiwa, 8,9 km öster om Jiaocha. Trakten runt Jiaocha består i huvudsak av gräsmarker.
Genomsnittlig årsnederbörd är 648 millimeter. Den regnigaste månaden är september, med i genomsnitt 151 mm nederbörd, och den torraste är december, med 1 mm nederbörd.